# Sídliště Závodu míru
Sídliště Závodu míru (SZM) je sídliště statutárního města Pardubice, součást městské části Zelené Předměstí v městském obvodu Pardubice I. Nachází se ve středu Pardubic. Výstavba v této lokalitě započala v roce 1975 a byla složena z panelových domů. V roce 2001 zde trvale žilo 10 145 obyvatel.[zdroj?]
Na břehu Labe roste 17 památných dubů.

## Historie
Sídliště Závodu míru bylo postaveno dle projektu ze 70. let mezi stávajícím lihovarem, pivovarem a řekou Labe.

## Výstavba
Realizace výstavby začala již roku 1975 a byla dokončena v roce 1979.
SZM leží v katastrálním území Pardubice.